# مالكوم إكس
مالكوم إكس (19 مايو 1925 - 21 فبراير 1965)، واسمه عند مولده: مالكوم ليتل، ويُعرف أيضاً باسم الحاج مالك الشباز، هو داعية إسلامي ومدافع عن حقوق الإنسان أمريكي من أصل إفريقي (إفريقي أمريكي)، صحَّح مسيرة الحركة الإسلامية في أمريكا بعد أن انحرفت بقوَّة عن العقيدة الإسلامية، ودعا للعقيدة الصحيحة، وصبر على ذلك حتى اغتيل بسبب دعوته ودفاعه عنها. بالنسبة لمحبيه: كان مالكوم إكس رجلاً شجاعاً يدافع عن حقوق السود، ويوجِّه الاتهامات لأمريكا والأمريكيين البيض بأنهم قد ارتكبوا أفظعَ الجرائم بحق الأمريكيين السود. وأما أعداؤه ومبغضوه فيتهمونه بأنه داعيةٌ للعنصرية وسيادة السود والعنف. وقد وُصف مالكوم إكس بأنه واحدٌ من أعظم الإفريقيين الأمريكيين وأكثرهم تأثيراً على مر التاريخ.
قُتل والده على يد مجموعة من العنصريين البيض عندما كان مالكوم إكس صغيراً، كما أن واحداً على الأقل من أعمامه قد أُعدم دون محاكمة، وأما أمه فقد وضعت في مستشفى للأمراض العقلية عندما كان في الثالثة عشر من عمره، فنُقل مالكوم إكس إلى دار للرعاية. وفي عام 1946م، أي عندما كان عمره عشرين سنة، سُجن بتهمة السطو والسرقة.
في السجن، انضم مالكوم إكس إلى حركة أمة الإسلام، وعندما أُطلق سراحه عام 1952م ذاع صيته واشتهر بسرعة، حتى صار واحداً من قادة الحركة. وبعد عقد من الزمان تقريباً، صار مالكوم إكس المتحدث الإعلامي لهذه الحركة. ولكن بسبب وقوع خلاف بينه وبين رئيس الحركة إلايجا محمد، ترك مالكوم إكس الحركة في مارس 1964م. سافر مالكوم إكس بعد ذلك في رحلة إلى أفريقيا والشرق الأوسط، أدى خلالها مناسك الحج، ثم عاد إلى الولايات المتحدة الأمريكية، فأنشأ منظمة المسجد الإسلامي ومنظمة الوحدة الإفريقية الأمريكية. وفي شهر فبراير سنة 1965م، أي بعد أقل من سنة من تركه لحركة أمة الإسلام، قام ثلاثةٌ من أعضاء الحركة باغتياله.
تحولت أفكار مالكوم إكس ومعتقداته تحولاً جذرياً خلال حياته، فعندما كان متحدثاً باسم حركة أمة الإسلام كان ينشر أفكار التفرقة بين الأمريكيين البيض والسود، ويُحرض السود على البيض ويغذي أفكار العنصرية لديهم، وأما بعدما ترك الحركة عام 1964م، فإنه يقول في ذلك: «لقد قمتُ بالعديد من الأمور التي آسَفُ عليها إلى الآن، لقد كنتُ شخصاً متبلد الإحساس آنذاك، أُوجَّه نحو طريق معين وأسير فيه». تحول مالكوم إكس إلى المذهب السني، فابتعد عن العنصرية والتفرقة، وأعرب عن رغبته بالعمل مع دعاة الحقوق المدنية، مع أنه كان لا يزال يُشدد على ضرورة إعطاء السود حق تقرير المصير والدفاع عن النفس.

## النشأة

### الأسرة

مالكوم ليتل أو مالكوم إكس - لاحقاً - في طفولته.

ولد مالكوم في 19 مايو 1925 في مدينة اوماها في ولاية نبراسكا وكان الرابع بين ثمانية أبناء. والدا مالكوم هما إيرل ليتل ولويز ليتل. كان والده من أتباع ماركوس غارفي الذي أنشأ جمعية بنيويورك ونادى بصفاء الجنس الأسود وعودته إلى أرض أجداده في أفريقيا. أما أمه فكانت من جزر الهند الغربية لكن لم تكن لها لهجة الزنوج، وضعته وعمرها ثمانية وعشرون عاماً، كانت العنصرية في ذلك الوقت في الولايات المتحدة ما زالت على أشدها، وكان الزنجي الناجح في المدينة التي يعيشون فيها هو ماسح الأحذية أو البواب. كان أبوه إيرل ليتل قسيساً معمدانياً وناشطاً سياسياً في أكبر منظمة للسود آنذاك وهي الرابطة العالمية لتنمية الزنوج وعصبة المجتمعات الأفريقية. كانت حياة عائلة مالكوم سلسلة من النكبات فقد شهد الأب مقتل أربعة من إخوته الستة على يد العنصريين البيض، وتعرض لمضايقات وتهديدات من قبل العنصرين البيض بسبب نشاطاته السياسية، فرحل إلى مدينة لانسنغ في ولاية ميشيغان في العام 1928م. وبعد عدة شهور أحرقت منظمة كوكلوكس كلان العنصرية منزل العائلة فرحلت العائلة من جديد إلى ضواحي مدينة لانسنغ، وفي العام 1931 قُتل والد مالكوم بصورة وحشية على يد العنصريين البيض ولكن السلطات ادعت أنه مات دهساً، فقامت أمه بتربية أطفالها الثمانية دون مورد للرزق لا سيما أن السلطات حجبت عنها كل الإعانات أو الحقوق المالية، وفي عام 1939 أصيبت أمه بانهيار عصبي فأدخلت مصحة للأمراض العقلية.

### والده
كان والد مالكوم إكس حريصاً على اصطحاب ابنه معه إلى الكنيسة في مدينة لانسينغ حيث كانت تعيش أسرته على ما يجمعه الأب من الكنائس، كان مالكوم يحضر مع أبيه اجتماعاته السياسية في الجمعية العالمية لتقدم الزنوج التي تكثر خلالها الشعارات المعادية للبيض وكان الأب يختم هذه الاجتماعات بقوله:
 كان الأب يحب ابنه للون بشرته الفاتح قليلاً عنه أما أمه فكانت تقسو عليه لذات السبب وتقول له:
 في عام 1931 عندما بلغ مالكوم سن السادسة قامت جماعة عنصرية بيضاء بقتل والده وهشمت رأسه، ووضعوه في طريق حافلة كهربائية دهسته حتى فارق الحياة، وتم الادعاء لاحقاً أنه مات منتحرًا، فكانت صدمة كبيرة للأسرة وبخاصة الأم التي أصبحت أرملة وهي في الرابعة والثلاثين من عمرها وتعول ثمانية أطفال، فترك بعض الأبناء دراستهم وعملت الأم خادمة في بعض بيوت البيض لكنها كانت تُطرد بعد فترة قصيرة لأسباب عنصرية. لم يفقد مالكوم والده فقط على يد العنصريين البيض بل فقد أربعة من أعمامه أيضاً على يد أولئك العنصريين.

### والدته
بدأت أحوال أسرة مالكوم أكس تتردى بسرعة مادياً ومعنوياً وباتوا يعيشون على المساعدات الاجتماعية من البيض الذين كانوا يماطلون في إعطائها. حاولت الأم أن تحصل على أي معونة اجتماعية لكي تستطيع أن تستمر في تربية الأولاد لكن لم توافق الهيئات الاجتماعية على إعطائها أي معونة، وكانت الأم تأبى أن تأخذ الصدقات حتى تحافظ على الشيء الوحيد الذي يمتلكونه وهو كرامتهم، غير أن قسوة الفقر سنة 1934 جعلت مكتب المساعدة يتدخل في حياتهم، وقبلها كان الموظف الأبيض فيه يحرض الأبناء على أمهم، وأصبح الأطفال السود أطفال الدولة البيضاء، وتحكم الأبيض في الأسود بمقتضى القانون.
مع هذه الظروف القاسية عانت والدة مالكوم أكس من صدمة نفسية تطورت حتى أدخلت مستشفى للأمراض العقلية قضت فيه نصف حياتها، فتجرع مالكوم أكس وأخوته الثمانية مرارة فقد الأب والأم معاً، وأصبحوا أطفالاً تحت رعاية الدولة التي قامت بتوزيعهم على بيوت مختلفة، بعد أن أودعت الأم في المستشفى سنة 1939 أنفصل مالكوم وأشقائه وأرسلوا إلى منازل تبني مختلفة، بقيت الأم في مستشفى الأمراض العقلية حتى قام مالكوم وإخوته بإخراجها بعد 26 سنة.

### المدرسة
التحق مالكوم بالمدرسة وهو في الخامسة من عمره والتي كانت تبعد عن مدينته ثمانية أميال، كان هو وعائلته الزنوج الوحيدين بالمدينة؛ لذا كان البيض يطلقون عليه الزنجي أو الأسود، حتى ظن مالكوم أن هذه الصفات جزء من اسمه، كان الفتى الصغير عندما يعود من مدرسته يصرخ مطالباً بالطعام ويصرخ ليحصل على ما يريد ويقول في  ذلك:«لقد تعلمت باكراً أن الحق لا يعطى لمن يسكت عنه، وأن على المرء أن يحدث بعض الضجيج حتى يحصل على ما يريد.» تردت أخلاق مالكوم وعاش حياة التسكع والتطفل والسرقة فتم طرده من المدرسة وهو في السادسة عشرة من العمر وأودع سجن الأحداث، واستكمل تعليمه الثانوي وهو في السجن، كان مالكوم في تلك الفترة شاباً يافعاً قوي البنية وكانت نظرات البيض المعجبة بقوته تشعره بأنه ليس إنساناً بل حيوان لا شعور له ولا إدراك، كان بعض البيض يعاملونه معاملة حسنة، غير أن ذلك لم يكن كافياً للقضاء على بذور الكراهية والعنصرية في نفس الشاب الصغير؛ لذلك يقول:
 تردد مالكوم على المدرسة الثانوية وهو في سجن الإصلاح، أما صفة الزنجي فكانت تلاحقه كظله، شارك مالكوم في الأنشطة الثقافية والرياضية بالمدرسة، وكانت صيحات الجمهور في الملعب له: يا زنجي يا صدئ تلاحقه في الأنشطة المختلفة، كما أظهر مالكوم الشاب تفوقاً في التاريخ واللغة الإنجليزية.

### المحاماة وستراوسكي
كان مالكوم إكس ذكياً نابهاً تفوق على جميع أقرانه فشعر أساتذته بالخوف منه مما حدا بهم إلى تحطيمه نفسياً ومعنوياً والسخرية منه، فقد تخرج من الثانوية بتفوق وحصل على أعلى الدرجات بين زملائه وكان يطمح أن يصبح محامياً غير أنه لم يكمل تعليمه وترك الدراسة بعد أن أخبره أحد المدرسين الذين كان يربطه به علاقة احترام وتقدير متبادل أن حلمه بالذهاب إلى كلية الحقوق بعيد كل البعد عن الواقع كونه زنجياً، ونصحه ألا يفكر في المحاماة لأنه زنجي وألا يحلم بالمستحيل لأن المحاماة مهنة غير واقعية له وأن عليه أن يعمل نجاراً، كانت كلمات الأستاذ ذات مرارة وقسوة على وجدان الشاب لأن الأستاذ شجع جميع الطلاب على ما تمنوه إلا صاحب اللون الأسود لأنه في نظره لم يكن مؤهلاً لما يريد، فكانت هذه هي نقطة التحول في حياته، فترك بعدها المدرسة وتنقل بين الأعمال المختلفة التي لا تخص الزنوج.

### إلى بوسطن ونيويورك
وبعد خروجه من الثانوية وبعد معاناته المتكررة قبلها في العديد من منازل التبني وبعد خروجه من سجن الأحداث في عام 1940 انتقل مالكوم إلى بوسطن للعيش مع أخته غير الشقيقة إيلا ليتل كولينز وعمل وقتها كماسح أحذية وفيها أخذته الحياة في مجرى جديد، وأصيب بنوع من الانبهار في المدينة الجميلة، وهناك انغمس في حياة اللهو والمجون، وسعى للتخلص من مظهره القوي، وتحمل آلام تغيير تسريحة شعره حتى يصبح ناعماً. ثم انتقل إلى نيويورك للعمل بها في السكك الحديدية، وكان عمره واحداً وعشرين عاماً وكانت نيويورك بالنسبة له جنة، لعيشه في حي هارلم تحديداً، ومارس هناك شتى أنواع الإجرام من سرقة وقوادة وتجارة المخدرات بل وتظاهر بالجنون ليتجنب التجنيد الإجباري إبان الحرب العالمية الثانية. وتعرف على مجتمعات السود ورأى أحوالهم الجيدة نسبياً هناك وبعد عودته إلى بوسطن لاحظ الجميع التغير الذي طرأ عليه.

## العمل
ترك مالكوم المدرسة بعد أن أحبطه معلمه المقرب - معلم التاريخ - فتنقل بين الأعمال المختلفة المهينة التي كان يعمل بها الزنوج من نادل في مطعم فعامل في قطار إلى ماسح أحذية ثم في المراقص حتى أصبح راقصاً مشهوراً، وعندها استهوته حياة الطيش والضياع فبدأ شُرب الخمر وتدخين السجائر، وكان يجد في لعبة القمار المصدر الرئيسي لتوفير أمواله إلى أن وصل به الأمر لتعاطي المخدرات بل والاتجار فيها، ومن ثم سرقة المنازل والسيارات. كل هذا وهو لم يبلغ الواحدة والعشرين من عمره بعد حتى وقع هو ورفاقه في قبضة الشرطة.
ففي عام 1941 رحل مالكوم إلي مدينة بوسطن في ولاية ماساشوسيتس حيث عمل في مسح الأحذية هناك وغسل الصحون، ثم عمل في السكة الحديد، وانخرط في عالم الإجرام. ثم انتقل في العام 1943 إلى نيويورك للعمل بها في السكك الحديدية أيضاً وكان عمره واحداً وعشرين عاماً. وعمل في بيع السندوتشات لكنه فُصل من عمله بسبب تعاطيه الكحول والمخدرات فعاد إلي بوسطن عام 1945، وفي السنة التالية اعتقل عدة مرات بتهمة حمل السلاح والسرقة. بعد هذا تنقل بين عدة أعمال فعمل بائعاً متجولاً، وتعلم البند الأول في هذه المهنة وهو ألا يثق بأحد إلا بعد التأكد الشديد منه. وعاش فترة الحرب العالمية الثانية وشاهد ما خَلَّفته الحرب من خراب ودمار ووقع في جرائم مختلفة، وعاش خمس سنوات في غفلة شديدة، وفي أثناء تلك الفترة أُعفي من الخدمة العسكرية لأنه صرح من قبيل الخديعة أنه يريد إنشاء جيش زنجي. فاتُّهِمَ بالجنون.
وقع هو ورفاقه في قبضة الشرطة وصدر بحقه حكماً مبالغاً فيه بالسجن لمدة عشر سنوات بينما لم تتجاوز فترة السجن للبيض خمس سنوات لإشراكه فتاتين من البيض في عملياته، ولأنه كان صديقاً لفتاة بيضاء وهي جريمة منكرة في ذلك الوقت من تاريخ العنصرية في الولايات المتحدة الأمريكية.

## السجن
بعد ما ألقت الشرطة القبض على مالكوم وحكمت عليه سنة 1946 بالسجن عشر سنوات، زجَّ به إلى سجن تشارلز تاون العتيق، وقد كان عنيداً يسب حراسه حتى يحبس حبساً انفرادياً، وتعلم من الحبس الانفرادي أن يكون ذا إرادة قوية يستطيع من خلالها التخلي عن كثير من عاداته، وفي عام 1947 تأثر بأحد السجناء ويدعى بيمبي الذي كان يتكلم عن الدين والعدل فزعزع بكلامه ذلك الكفر والشك من نفس مالكوم، وكان بيمبي يقول للسجناء:
وفي عام 1948 انتقل مالكوم إلى سجن كونكورد وكتب إليه أخوه فيلبيرت أنه اهتدى إلى الدين الطبيعي للرجل الأسود، ونصحه ألا يدخن وألا يأكل لحم الخنزير، وامتثل مالكوم لنصح أخيه ثم علم أن إخوته جميعاً في دترويت وشيكاغو قد اعتنقوا الإسلام، وأنهم يتمنون أن يُسلم مثلهم، وقد اعتنق جميع إخوة مالكوم أكس الدين الإسلامي على يد إلايجا محمد فسعوا لإقناع مالكوم بالدخول في الإسلام بشتى الوسائل والسبل، وأرسلوا إليه الرسائل التي تقول إحداها أن في الإسلام ليس للرجل الأبيض أن يستعبد الأسود فكلهم خلقوا سواسية، فتأمل الرسالة وأعلن إسلامه، فتحسنت أخلاقه وسمت شخصيته وأصبح يشارك في الخطب والمناظرات داخل السجن للدعوة إلى الإسلام. ثم انتقل مالكوم إلى سجن ينورفولك الذي تميز بأنه مخفف في عقوباته، والذي يقع في الريف ويحاضر فيه بعض أساتذة الجامعة من هارفارد وبوسطن وبه مكتبة ضخمة تحوي عشرة آلاف مجلد قديم ونادر، وفيه زاره أخوه ويجالند الذي انضم إلى حركة أمة الإسلام هو الآخر.

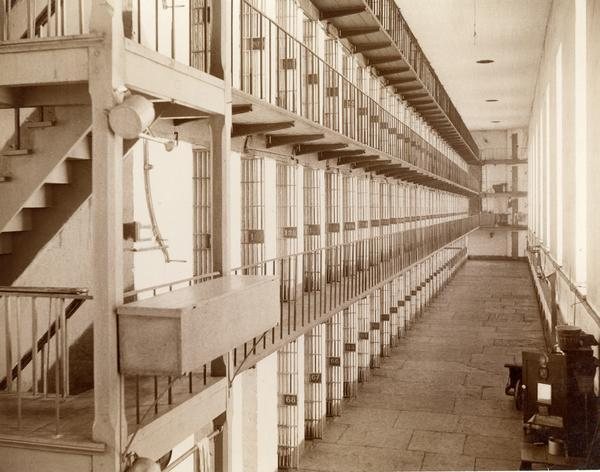
السجن الذي حبس فيه مالكوم إكس فترة عقوبته. (ألتقطت الصورة عام 1983)

بالرغم مما تنطوي عليه حياة السجون عادة من مظاهر للفساد إلا أنها ربما أتاحت له أن يراجع موقفه لا سيما وقد فقد حريته، من هذا المنطلق جعل مالكوم حياته داخل السجن امتداداً لحياته خارجه من تعاطي للمخدرات وممارسة للرهانات إلا أن بعضاً من المناقشات بين السجناء بدأت تلفت انتباهه، ثم ما لبث أن وصله عدة رسائل من إخوته يبلغونه فيها اعتناقهم لدين جديد دين للسود قادر على إنقاذهم وعلى إنهاء عصر سيطرة الشيطان الأبيض، لم يكن هذا الدين سوى أجزاء مبعثرة من دين الإسلام قام رجل ادعى النبوة يدعى إليجاه محمد بالدعوة إليه مؤسساً بذلك جماعة أطلق عليها أمة الإسلام في أمريكا حيث كان مبنياً بالأساس للجنس الأسود من البشر معتبراً أن البيض ليسوا إلا شياطين تحكم الأرض وأن الله هو إله للسود وحسب، فقد كانت تلك الحركة تنادي بأفكار عنصرية منها أن الإسلام دين للسود، وأن الشيطان أبيض والملاك أسود، وأن المسيحية هي دين للبيض، وأن الزنجي تعلم من المسيحية أن يكره نفسه لأنه تعلم منها أن يكره كل ما هو أسود. فكان لديها مفاهيم مغلوطة وأسس عنصرية منافية للإسلام رغم اتخاذها له كشعار، فقد كانت تتعصب للعرق الأسود وتجعل الإسلام حكراً عليه فقط دون بقية الأجناس، في الوقت الذي كانوا يتحلون فيه بأخلاق الإسلام الفاضلة وقيمه، أي أنهم أخذوا من الإسلام مظهره وتركوا جوهره . ورغم ما حوته هذه الدعوة من انحرافات وشذوذ إلا أنه وجد فيها الدعوة التي جاءت لإنقاذ السود وهو أحدهم وقد عانى ما عانى في حياته من فقدٍ لأبويه وضياعٍ لإخوته وبني جنسه.

### القراءة
أسلم مالكوم على أفكار حركة أمة الإسلام واتجه في سجنه إلى القراءة الشديدة والمتعمقة فقرأ مواضيع كثيرة خاصة في تاريخ الرجل الأسود، وبعض الأمور التي كونت تفكيره مثل القراءة عن الجينات وكيف أن الرجل الأسود قد يُنتج أبيضًا ولا يمكن لرجل أبيض أن ينتج أسودًا، وزاد قاموسه من الكلمات الإنجليزية أكثر من استطاعة أي رجل عادي، وانقطعت شهيته عن الطعام والشراب وحاول أن يصل إلى الحقيقة وكان سبيله الأول هو الاعتراف بالذنب، ورأى أنه على قدر زلته تكون توبته، فلم يقاطع المراسلة مع إليجاه محمد طوال فترة إسلامه في السجن إلى أن خرج. نصحه بيمبي -زميله في السجن- بأن يتعلم، فتردد مالكوم على مكتبة السجن وتعلم اللغة اللاتينية، كما انقطع عن التدخين وأكل لحم الخنزير وعكف على القراءة والإطلاع فقرأ آلاف الكتب في شتى صنوف المعرفة، فأسس لنفسه ثقافة عالية مكنته من استكمال جوانب النقص في شخصيته. فبدأ يحاكي صديقه بيمبي المثقف والمتعلم في تثقيف نفسه، ثم حفظ المعجم فتحسنت ثقافته، حيث شرع بنسخ كلمات القاموس كلمة إثر كلمة، فبدا السجن له كأنه مرحلة اعتكاف علمي وانفتحت بصيرته على عالم جديد فكان يقرأ في اليوم خمس عشرة ساعة، وعندما تطفأ أنوار السجن في العاشرة مساء كان يقرأ على ضوء المصباح الذي في الممر حتى الصباح.
وقرأ قصة الحضارة وتاريخ العالم، وما كتبه النمساوي مندل في علم الوراثة، وتأثر بكلامه في أن أصل لون الإنسان كان أسود، وقرأ عن معاناة السود والعبيد والهنود الحمر من الرجل الأبيض وتجارة الرقيق، وقرأ أيضاً لمعظم فلاسفة الشرق والغرب، وأعجب بسبينوزا لأنه فيلسوف أسود، فغيرت القراءة مجرى حياته، وكان هدفه منها أن يحيا فكرياً لأنه أدرك أن الأسود في أمريكا يعيش أصم أبكم أعمى بسبب بعده عن القراءة أو التعلم، ودخل في السجن في مناظرات أكسبته خبرة في مخاطبة الجماهير والقدرة على الجدل، وبدأ يدعو غيره من السجناء السود إلى حركة أمة الإسلام فاشتهر أمره بين السجناء، فأكسبته هذه المناظرات العديدة قوة الحجة وفصاحة اللسان. حتى استطاع جذب الكثيرين للانضمام إلى هذه الحركة داخل السجن، فصدر بحقه عفو وأطلق سراحه، فالحكم عليه كان بالسجن لمدة 10 سنوات إلا أنه تم إطلاق سراحه بعد أن قضى بالسجن 7 سنوات فقط.
فخرج من السجن بآراء تتفق مع آراء إليجاه محمد في أن البيض عاملوا غيرهم من الشعوب معاملة الشيطان، فعمل في صفوف أمة الإسلام يدعو إلى الانخراط فيها بخطبه البليغة وشخصيته القوية.

## انضمامه إلى أمة الإسلام

### منظمة أمة الإسلام
ظهرت في أوائل القرن العشرين حركة بين السود في أمريكا تبنت الإسلام بمفاهيم خاصة غلبت عليها الروح العنصرية عرفت باسم «أمة الإسلام»، على يد رجل أسود غامض الأصل اسمه والاس فارد ظهر فجأة في ولاية ديترويت داعيًا إلى مذهبه بين السود، اختفى بصورة غامضة بعد ذلك بأربع سنوات، فحمل لواء الدعوة بعده إليجا محمد وصار رئيسًا لأمة الإسلام.

#### معتقداتها

علم حركة أمة الإسلام المأخوذ من إرث الثقافة العثمانية بالهلال الأبيض والخلفية الحمراء.

كانت هذه الحركة تدعو إلى تفوق الجنس الأسود وسيادته على الأبيض، ووصف البيض بأنهم شياطين وأن الملاك أسود والشيطان أبيض، فكانت عقيدة منحرفة باطلة أشبه بالحركات الباطنية، فقد أعلن زعيم الحركة إليجا محمد بأنه رسول من الله، وأن الإله ليس شيئاً غيبياً بل يجب أن يكون متجسدًا في شخص وهذا الشخص هو «فارد» الذي حل فيه الإله وهو جدير بالدعاء والعبادة، لذلك فالصلاة عندهم هي قراءة الفاتحة مع دعاء مأثور والتوجه نحو مكة واستحضار صورة «فارد» في الأذهان. كان إليجا محمد لا يؤمن إلا بما يخضع للحس، لذلك فهو لا يؤمن بالملائكة والغيبيات والبعث عنده عقليًا للسود الأمريكيين فقط، والصوم عندهم في شهر ديسمبر من كل عام مع إلزام كل عضو بالحركة أن يدفع عشر دخله لصالح الحركة، ويمكن القول أن هذه الحركة كانت تنظر للإسلام على أنه إرث روحي فقط سوف ينقذ السود من سيطرة البيض عليهم.

### بعد الخروج من السجن
راسل مالكوم إليجا محمد وتأثر بأفكارهِ وبدأ يراسل كل أصدقائه القدامى في الإجرام وهو في السجن ليدعوهم إلى الإسلام، خرج مالكوم من السجن سنة 1952 وهو ينوي أن يعمق معرفته بإليجا محمد، فذهب إلى أخيه في دترويت وهناك تعلم قراءة الفاتحة، واشترى لنفسه حقيبة وساعة يد ونظارة بعد إطلاق سراحه من السجن مباشرة، وقال 
 عمل بعدها مع أخيه في دترويت في محل لبيع الأثاث، وبعد عدة أشهر حضر أحد نشاطات حركة أمة الإسلام حيث خطب إليجا محمد، انضم بعدها رسمياً إلى منظمته، وتحول إلى حياة الزهد والتعلم. عند ذهابه إلى المسجد، تأثر مالكوم بأخلاق المسلمين، واسترعت انتباهه عبارتان:
 بدأ مالكوم بعدها يدعو الشباب السود في البارات إلى هذه الحركة فتأثر به كثيرون، لخطابه المفوه ذي الحماس الشديد، فذاع صيته حتى أصبح في فترة وجيزة إماماً ثابتاً في مسجد دترويت بعد أن كان مساعد إمام، فتفرغ تماماً للدعوة فكان وقته كله مسخر لها.

### صعوده في المنظمة

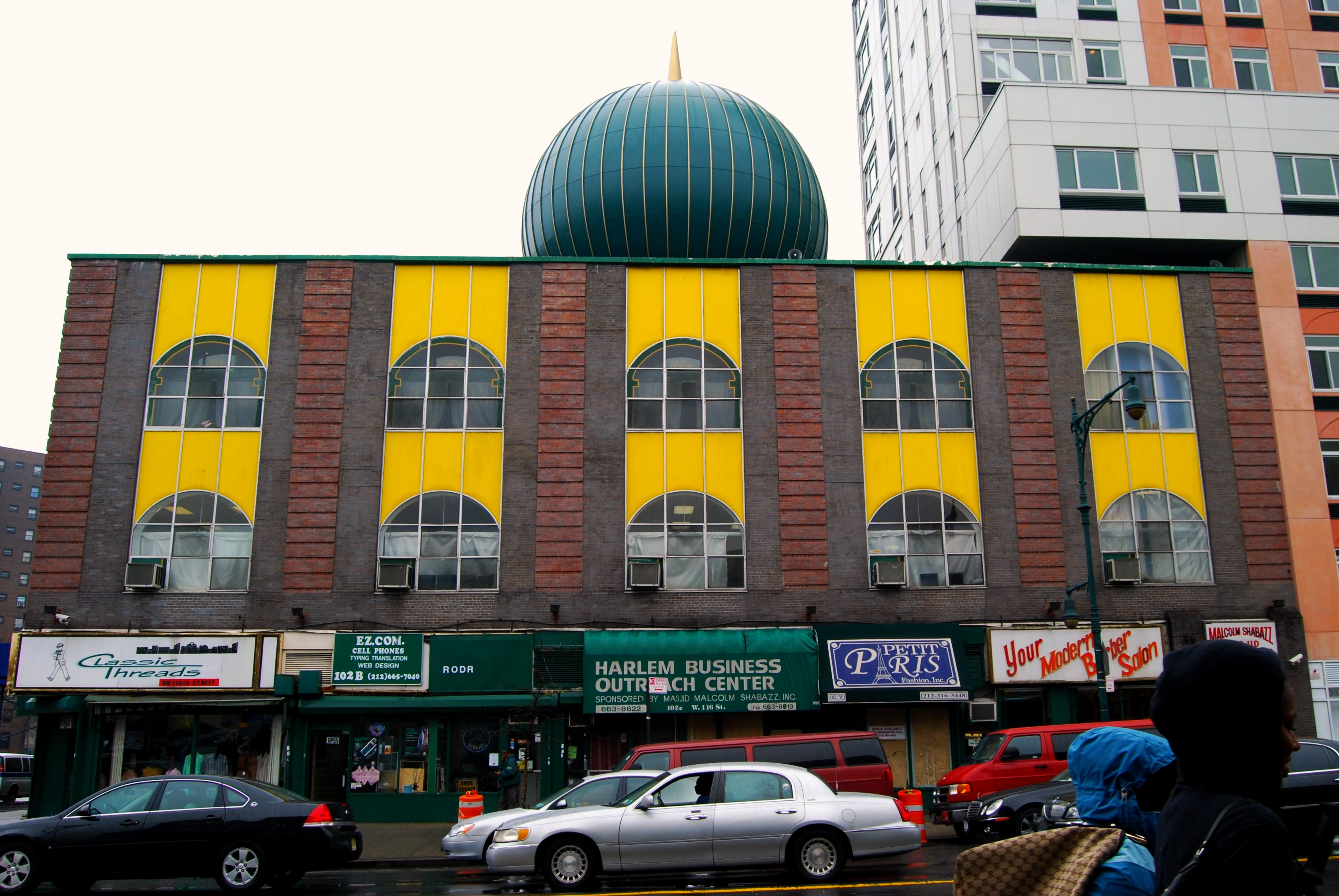
مسجد رقم 7 في هارليم في ولاية نيويورك الذي كان مالكوم إكس إمامه وخطيبه.(الصورة التقطت في عام 2009)

نظراً لقدرات مالكوم التنظيمية والقيادية والخطابية فقد تدرج مالكوم شيئاً فشيئاً ضمن الجماعة إلى أن أصبح الداعية الأول خلف مؤسس الجماعة في أمة الإسلام يدعو إلى الانخراط فيها بخطبه البليغة وشخصيته القوية حتى استطاع جذب الكثيرين للانضمام إلى هذه الحركة. اعتلا مالكوم أعلى المناصب في المنظمة إلى أن تقلد منصب المتحدث الرسمي للحركة، كما يرجع الفضل لمالكوم لازدياد أتباع المنظمة من 500 شخص في عام 1952 إلى 30.000 شخص في عام 1963.
ففي العام 1953 أصبح مالكوم مساعداً لإمام مسجد رقم 1 في ديترويت فأماماً لمسجد رقم 88 في بوسطن، ثم تنقل للعمل في عدة مساجد في مدن أميركية مختلفة، وفي العام 1959 ذهب في رحلة طويلة إلى مصر والسعودية وإيران وسوريا وغانا، والتقي بالرئيس جمال عبد الناصر، وكان من المفروض أن يزور مكة ولكنه اضطر إلى العودة بسبب مرضه.

### تغيير الاسم
غير مالكوم اسمه من مالكوم ليتل إلى مالكوم إكس - حرف الإنجليزية X - وكان هذا إجراء معهوداً من قبل المنضوين في تلك المنظمة وهو يرمز إلى الاسم الأخير الذي سلب منهم جراء استعبادهم علي يد البيض، فقد فسر مالكوم الاسم الذي اختاره لنفسه بقوله:
 وبما أن السود في أمريكا منفصلون عن أصولهم وجذورهم، فقد فضل مالكوم استخدام إكس على اللقب الذي مُنح لأجداده من قِبل مالكيهم بعد جلبهم من أفريقيا إلى أمريكا كعبيد بدلاً من «ليتل» نظراً لضياع اسم العائلة الحقيقي أثناء فترات العبودية السابقة التي عانى منها أجداده، ولنفس الأسباب قام العديد من أعضاء حركة أمة الإسلام بتغيير ألقابهم إلى إكس لاقتناعهم بآراء مالكوم، كان مالكوم من الأتباع المخلصين لأمة الإسلام وكان على قناعة أن العبودية الأمريكية للزنوج أضاعت الكنى الأصلية للمواطنين السود بعد أن سمّاهم البيض بأسماء مسيحية وقام مالكوم على هذا الأساس بتغيير كنيته، كناية عن ضياع كنيته الأصلية.

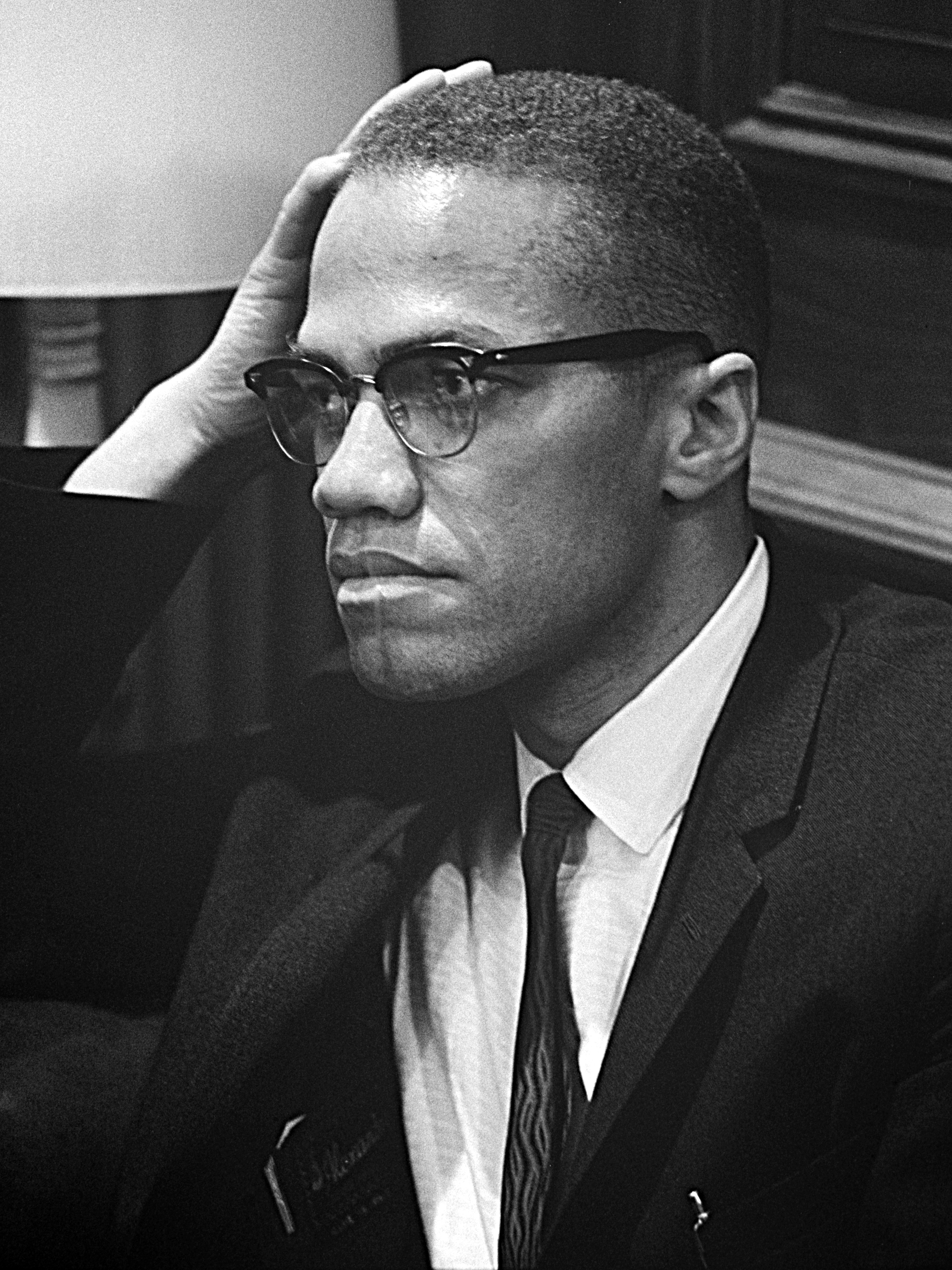
مالكوم إكس في إحدى ندواته في مارس 1964.

### الحالة الأسرية
تزوج مالكوم في هذه المرحلة من إحدى فتيات أمة الإسلام بيتي شباز - بيتي سانرس سابقاً - وكان له منها أربع فتيات، وقد سمى الأولى أتيلا، على اسم القائد «أتيلا الهوني» الذي نهب روما.

### النشاط الإعلامي
في نهاية عام 1959 بدأ ظهور مالكوم في وسائل الإعلام الأمريكية كمتحدث باسم حركة أمة الإسلام، فظهر في برنامج بعنوان: الكراهية التي ولدتها الكراهية وأصبح نجماً إعلامياً انهالت عليه المكالمات الهاتفية وكتبت عنه الصحافة وشارك في كثير من المناظرات التلفزيونية والإذاعية والصحفية فبدأت السلطات الأمنية تراقبه خاصة بعد عام 1961، بل راقبه مكتب المباحث الفدرالي عن كثب وتنصت على مكالماته التلفونية وزرع الجواسيس في الحركة. بدأت في تلك الفترة موجة تعلم اللغة العربية بين أمة الإسلام لأنها اللغة الأصلية للرجل الأسود - كما يقولون - وكانت دعوة مالكوم في تلك الفترة تنادي على أساس أن للإنسان الأسود حقوقاً إنسانية قبل حقوقه المدنية، وأن الأسود يريد أن يُكرم كبني آدم، وألا يُعزل في أحياء حقيرة كالحيوانات وألا يعيش متخفياً بين الناس.

### اغتيال جون كينيدي
في عام 1962 عُين مالكوم إماماً قومياً في منظمة أمة الإسلام. وفي العام التالي وعقِب اغتيال الرئيس الأمريكي جون كينيدي أصدر إليجاه محمد أوامر لجميع الأئمة بعدم التعليق على مقتله، لكن مالكوم خالف هذا الأمر وصرح بأن «سلاح كينيدي قد ارتد إلى نحره وحصد ما زرعه وبأسرع مما توقع هو نفسه»، فعمد إليجا محمد إلى تجميد عضوية مالكوم في المنظمة، وكانت الخلافات قد نشبت بينهما قبل ذلك بعدة أشهر فقدم مالكوم استقالته من المنظمة وذهب في رحلة قام خلالها بأداء فريضة الحج.

### مالكوم وإليجاه محمد

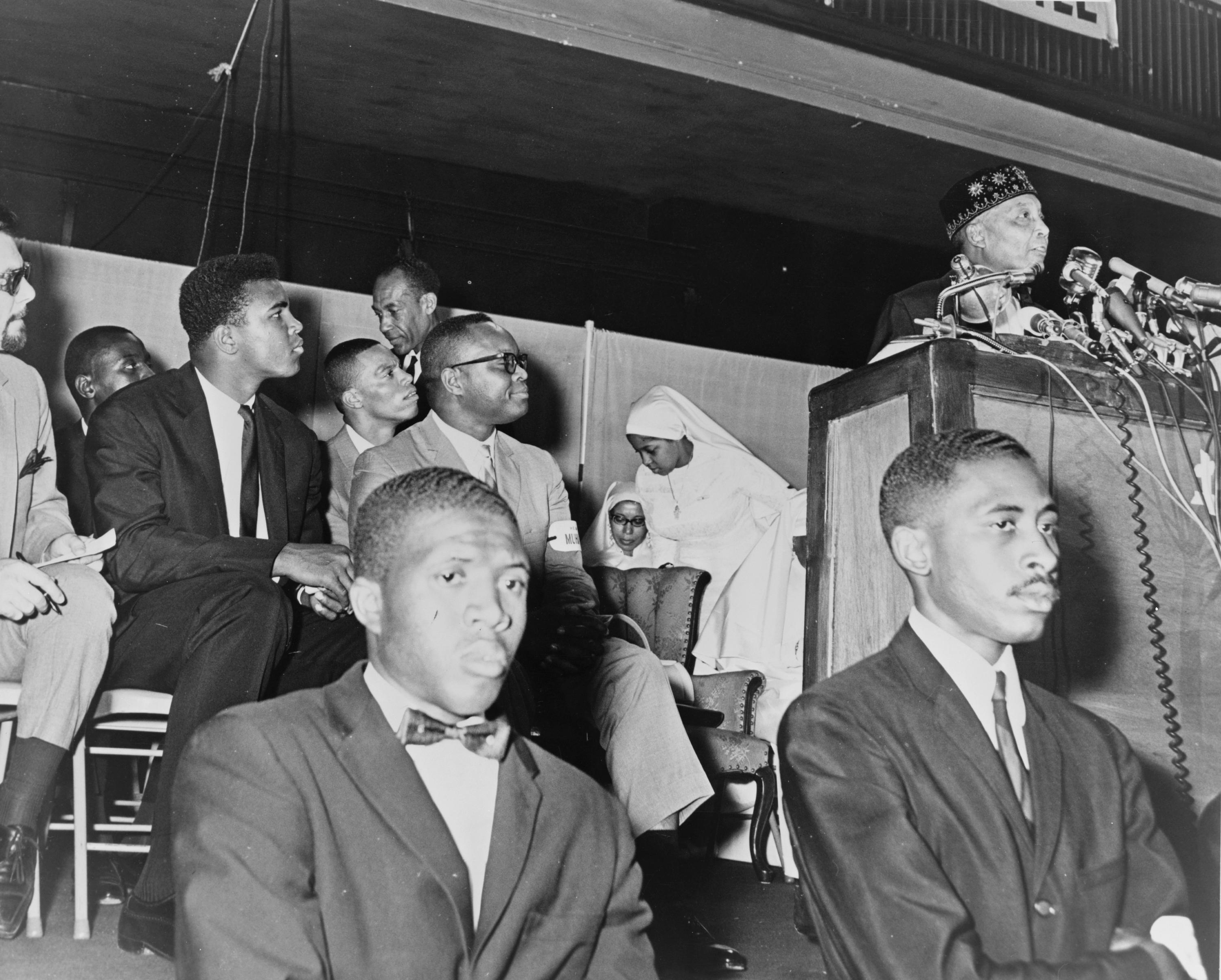
إلايجا محمد يخطب في حشد لمنظمة أمة الإسلام، ويظهر في الصورة الملاكم محمد علي كلاي الذي أسلم وانضم للجماعة بفضل جهود مالكوم إكس الدعوية.

بالقدر الذي كان مالكوم إكس منهمكاً فيه بالدعوة لأمة الإسلام بالقدر الذي بدأت تثار حول مؤسس الجماعة إليجاه محمد الأقاويل والشائعات، فقد قيل أنه على علاقة وثيقة بكل السكرتيرات اللواتي خدمن في مكتبه، لكن سبب الانفصال التام بين مالكوم وبين أمة الإسلام كان تصريحًا له عقب اغتيال الرئيس الأمريكي كيندي، خصوصاً أن الرئيس الراحل كان محبوباً من قبل السود لتعاطفه معهم. وفي مطلع ستينيات القرن العشرين اختلطت الأمور على مالكوم نتيجة الشائعات القائلة أن الأب الروحي لأمة الإسلام إليجا محمد منغمس بعلاقات جنسية غير شرعية ولبعد الأمة عن حركة الحقوق المدنية، وبالرغم من تبني أمة الإسلام لموقف معاد للبيض، إلا أن الحركة لم تمارس أي من النشاطات في الجنوب الأمريكي حيث العنصرية على أوجها تجاه السود. ومن ثم جاء انفصاله عن أمة الإسلام فعلياً وتكوينه لمنظمته الخاصة المنشقة عن أمة الإسلام وأسماها مؤسسة المسجد الإسلامي في عام 1964.

### مالكوم إكس ومارتن لوثر كينغ

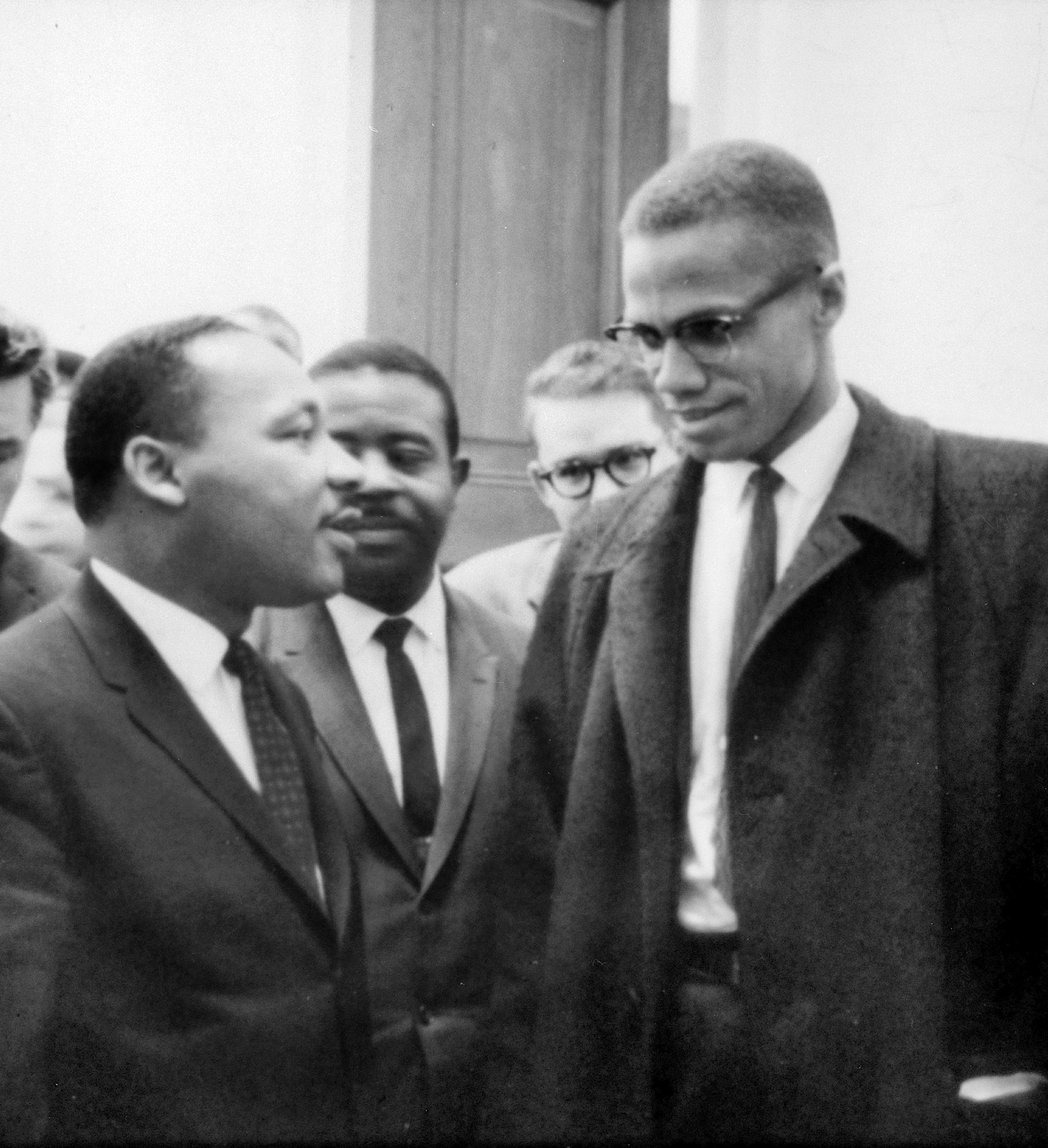
مالكوم إكس والناشط الحقوقي المحامي مارتن لوثر كينغ في مؤتمر حول حقوق السود المدنية. في أكتوبر 1964 هو اللقاء الوحيد الذي جمعهما والذي دام دقيقة واحدة فقط.

عاش كلا من مالكوم ولوثر في نفس الفترة، كان كل واحد منهما خطيبًا ملهمًا لا تنقصه الشجاعة ولا الحجة والفصاحة، كانا متقاربين في السن يراوحان على نفس المدن ويحفهما أتباع كُثر ومخاطر أكثر، وقد اغتيلا في النهاية في فترة متقاربة.
كانت الخطابة هي ما رسمت نقاطاً مفصلية للسود في تاريخهم، فقد كانت رفيقة درب للسود الأميركيين في نضالهم، في تلك الفترة كان مالكوم صاحب كاريزما خطابية أكثر إثارة، فحرارته واندفاعه كانتا خير ترجمان لغضب السود وحنقهم، وإن كان لوثر قد قرأ خطبة الحلم - خطبة القرن في أميركا - من ورقة وبكلمات هادئة متقطعة فإن مالكوم لم يقرأ خطبه من ورقة قط ولم تكن كلماته أبداً متقطعة بل كانت كالرصاص لا يهادن.

إن الاختلاف الرئيسي بين الاثنين كان في مسألة اختيار الطريق، لقد كان هدف لوثر واضحاً ومحدداً وهو أن يدرك الجنس الأبيض أن الكيان الأسود هو قطعة أصيلة في موزاين هذا المجتمع وأن يتساوى الجميع في حقوقهم تحت ظل مجتمع واحد، أما مالكوم فكان هدفه وهدف أليجا محمد مِن قبله هو القطيعة الكاملة مع البيض وانتظار أحد أمرين إما قارعة إلهية تهلك البيض جميعاً أو العودة بالسود إلى أفريقيا أرضهم الأم، هاجم مالكوم مارتن لوثر مراراً واتهمه مع أتباعه بالجبن والمهادنة والركون إلى الشيطان الأبيض، وكان لوثر دائماً في موقع المدافع كان يحاول شرح وجهة نظره وإيصال خطته النضالية من غير زوائد، وفي لقاء تلفزيوني قال عنه مالكوم:

## الحج

مالكوم يؤدي الصلاة، عام 1964 بعد أن تعجب من نفسه كيف يكون زعيماً ورجل دين مسلم في حركة أمة الإسلام ولا يعرف كيف يصلي.

بدأ مالكوم في طور جديد من حياته عندما قرأ كتاباً في تعاليم الإسلام وعن فريضة الحج فأدى الحج في سنة 1379 هـ الموافق عام 1964، وزار العالم الإسلامي ورأى أن الطائرة التي أقلعت به من القاهرة للحج بها ألوان مختلفة من الحجيج، فعلِمَ أن الإسلام ليس دين الرجل الأسود فقط - كما كان يعتقد - بل هو دين لكل البشرية، قضى بمكة اثنى عشر يوماً ورأى فيها المسلمين بيض وسود كلهم على قلب رجل واحد وبينهم المساواة والمحبة، ولم يكن بينهم أي تمييز. فرأى الإسلام الصحيح عن كثب وتعرف على حقيقته وأدرك ضلال المذهب العنصري الذي كان يعتنقه ويدعو إليه، كما تعلم هناك الصلاة الصحيحة التي كان يجهلها تمامًا. تأثر مالكوم تأثراً شديداً بمشهد الكعبة وأصوات التلبية، وبساطة وإخاء المسلمين ويقول في ذلك:
 ورأى الحجيج بعضهم شديدي البياض زرق العيون، لكنهم مسلمون ورأى أن الناس متساوون أمام الله بعيداً عن سرطان العنصرية.

### الاسم والفكر الجديد
التقى مالكوم في رحلة الحج بعدد من الشخصيات الإسلامية البارزة منها الدكتور عبد الرحمن عزام صهر الملك فيصل ومستشاره، وبعد هذه الرحلة غير مالكوم اسمه إلى الحاج مالك شباز، ورأى في أسبوعين ما لم يره في 39 عاماً، وخرج بمعادلة هي:
 فتلك الصورة التي رآها في الحج غيرت مفاهيمه بإنشاء أمة مسلمة تتكون من السود والبيض معاً - وهو عكس دعوة جماعة أمة الإسلام - فعاد برسالة جديدة يدعو فيها جميع الأعراق والأجناس إلى التعايش بسلام، وعاد باسم جديد كذلك هو الحاج مالك شباز الذي يشير إلى أصوله الأفريقية ليتابع نضاله ضد التمييز العنصري في أمريكا ناشراً فهمه الصحيح للإسلام، فالإسلام كما يذكر مالكوم: 
 يقصد بذلك المسيحية التي حملها المستعمر في حملاته الصليبية على العالم، لقد أصبحت بذلك دعوة مالكوم عالمية فزار العديد من بلاد العالم وخصوصاً في القارة السمراء مؤسساً بذلك منظمة الوحدة الأفروأمريكية.

### زياراته الخارجية

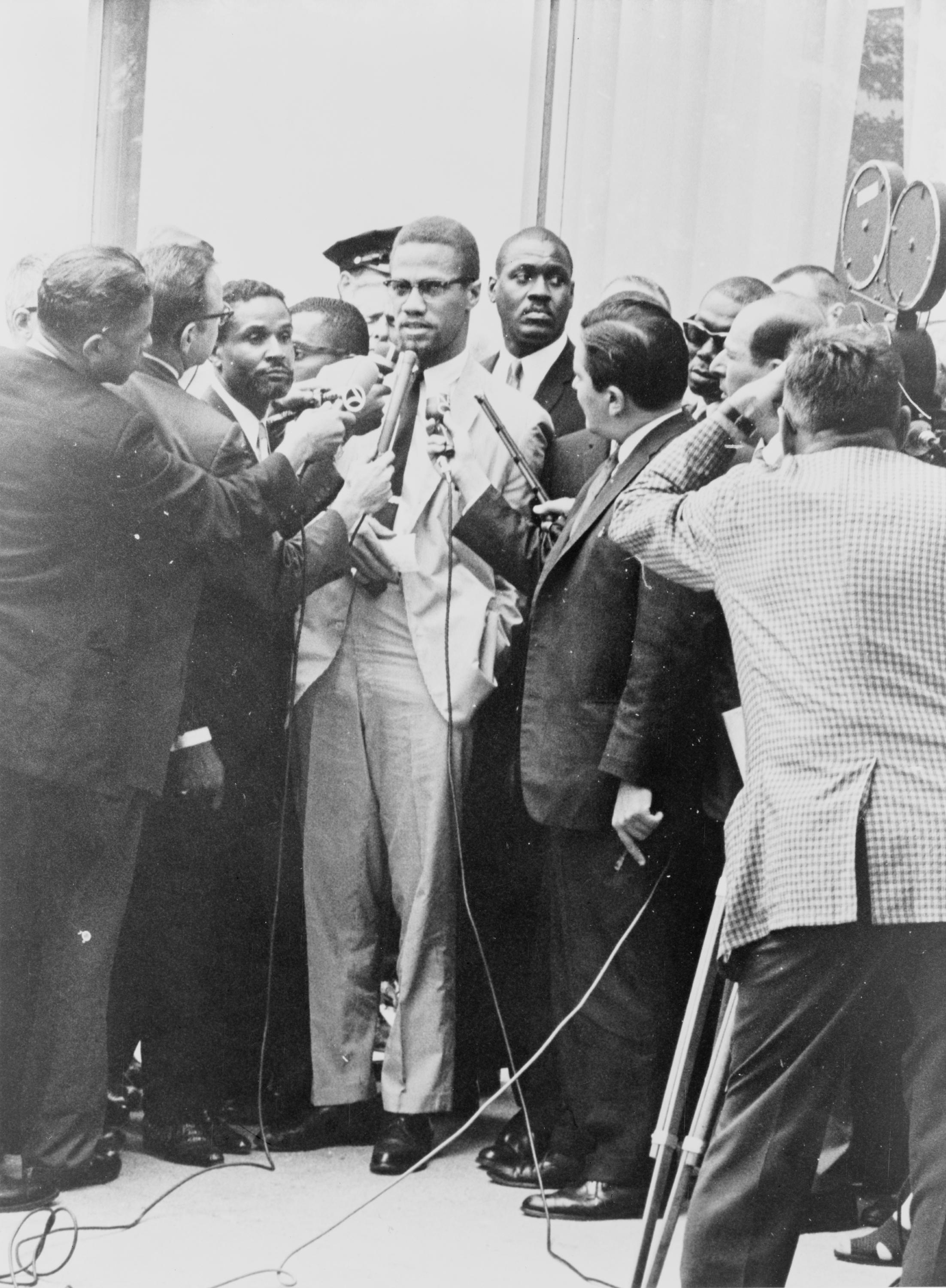
مالكوم محاط بوسائل الإعلام بعد عودته من الحج وتجديد دعوته، يظهر خلفه حارسه الشخصي.

التقى مالكوم الملك فيصل بن عبد العزيز بعد انتهائه من الحج غادر مالكوم جدة في إبريل 1964 والتقى بأحمد بن بلة في الجزائر وجمال عبد الناصر وكثير من رؤوساء الدول الأفريقية، وفي زيارته قابل العديد من العلماء بالسعودية ودخل مصر والسودان والحجاز وتهامة والتقى مع علمائها وقابل شيخ الأزهر ومفتي مصر حسنين مخلوف، وكانت الزيارة بمثابة حياة جديدة وبعث جديد له، فأعلن إسلامه من جديد وعاد لأمريكا ليبدأ مرحلة جديدة وخطيرة من حياته.

### الدعوة إلى الإسلام
تخلص مالكوم من عنصريته الأمريكية في مكة المكرمة نهائياً، ذلك الأمريكي الأسود الذي أسلم على يد جماعة عانت اضطهاد البيض - حركة أمة الإسلام - فقادتها العنصرية البيضاء إلى عنصرية سوداء ورغم أن الإسلام جعل من مالكوم قائداً ينافس مارتن لوثر كينغ شعبية وتأثيراً إلا أنه ظل حاقداً على كل ما هو أبيض فعجزت أمريكا عن اقتلاع عنصريته ومعاناته بل كرستها، أما في مكة فتلاشت عنصريته حين رأى الأبيض والأسود يأكلون من الطبق الذي يأكل منه، ويلبسون الملابس التي يلبسها، ويتوجهون للواحد الأحد عندها كتب من مكة المكرمة عن إسلام بلا فوارق أو ألوان.
عاد مالك الشباز لأمريكا سنة 1380 هـ وأعلن براءته من مبادئ حركة أمة الإسلام العنصرية وحاول إقناع زعيمها إليجاه محمد بأخطائه بل ودعاه لزيارة الكعبة ولكنه غضب بشدة واعتبره منشقًا عن الحركة وطرده منها فشكل مالك جماعة جديدة سماها «جماعة أهل السنة» وبدأ يدعو للدين الإسلامي الحق بصورته الصحيحة، وبنفس الحماس السابق المعهود عنه أخذ مالكوم في دعوة المسلمين السود وغيرهم للإسلام وكثر أتباعه خاصة من السود، واشتعلت الفتنة بينه وبين إليجا بعد اتهام مالكوم إليجاه بالزنى.
لم تعجب هذه الأفعال زعيم أمة الإسلام إليجا محمد فهدد مالك شباز وأمره أن يكف عن دعوته الحقة وشن عليه حملة إعلامية شديدة لصد الناس عنه ولم تكن هذه الأمور والتهديدات تزيد مالكوم إلا إصرارًا ومواصلة للدعوة بين الناس. وفي 14 فبراير بعد صدور أوامر من أمة الإسلام بقتله أضرموا النار في بيته لكنه نجى، وأخذت الصحف الأمريكية في شن حرب ضده ووصفه بأنه يريد أن يدمر أمريكا ويثير ثورة بين السود، والعجيب أن مالكوم عندما كان يدعو لدعوة أمة الإسلام ذات الطابع العنصري مجدته الصحف وفتح التلفاز له أبوابه، وعندما بدأ يدعو للإسلام الصحيح والسنة الصحيحة هاجموه وحاربوه.

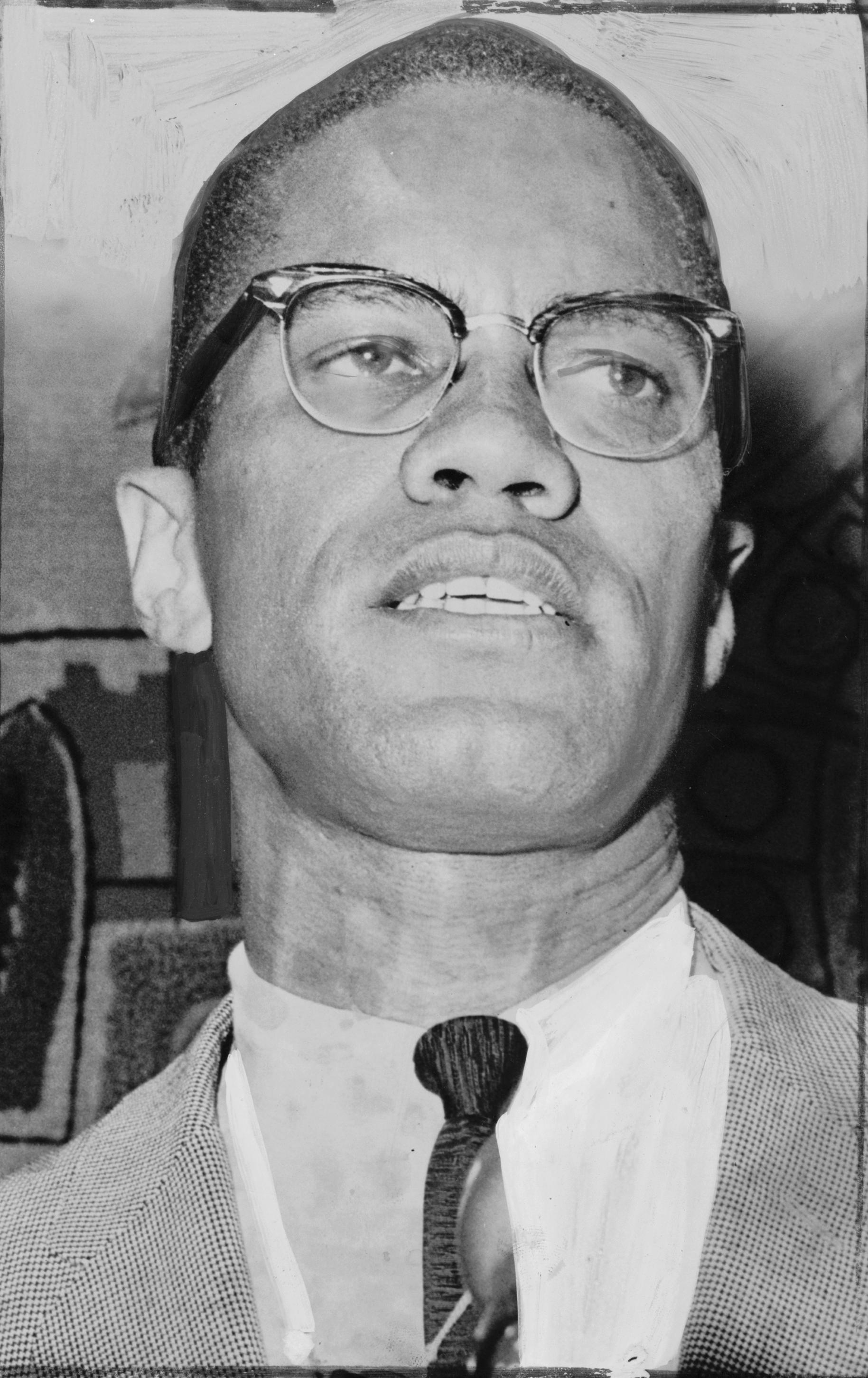
أكثر ما يثير في فكر مالكوم إكس هو التطور السريع والتجدد والاستفادة من التجارب فهو يقول في رسالة بعثها إلى زوجته أثناء أدائه فريضة الحج: كنت على الدوام رجلاً يحاول مواجهة الحقائق وتقبل واقع الحياة كما تكشف عنه المعارف والخبرات الجديدة.

لقد كان خروج مالكوم من جماعة أمة الإسلام بمثابة ولادة ثانية له عقب الأولى داخل السجن، فقد بدأ يبصر الأشياء على حقيقتها، وتحرر من أغلال ذاك التنظيم ليبرز زعيماً لا منافس له بين السود الأمريكيين منافحاً عن حقوقهم لكن هذه المرة بعيداً عن ذاك التعصب الأعمى، متأثرةً في هذه المرحلة من حياته برحلة الحجٍ التي تعرف من خلالها على العالم الإسلامي وعلى دين الله الصحيح، فوجد فيه رسالةً لتحرير الإنسان كل الإنسان مهما كان لونه وعرقه من أغلال العبودية والاستغلال، رسالةً كانت أمريكا في ذاك الوقت في أمس الحاجة لفهمها لأن الإسلام كما ذكر مالكوم أثناء حجه:
 وليس أبلغ من كلمات لوصف هذه الرحلة من ما ذكره مالكوم بنفسه حيث قال:
 وقد أضحى أعلى صوتاً وأقوى حجة فثار الحقد والضغينة في قلوب جماعة أمة الإسلام ومؤسسها، وقد بدأ رصيدها في الانحدار لتتخذ القرار بإسكاته عن طريق التهديد المتواصل أو قتله إذا اقتضى الأمر، وهذا كله يجري تحت نظر وسمع وكالة المخابرات الأمريكية.

زاد مالكوم من نشاطه رغم التهديدات بقتله، فقد قال مالكوم لأحد الصحفيين:

## قبل وبعد اغتياله

### محاولة توحيد الصف

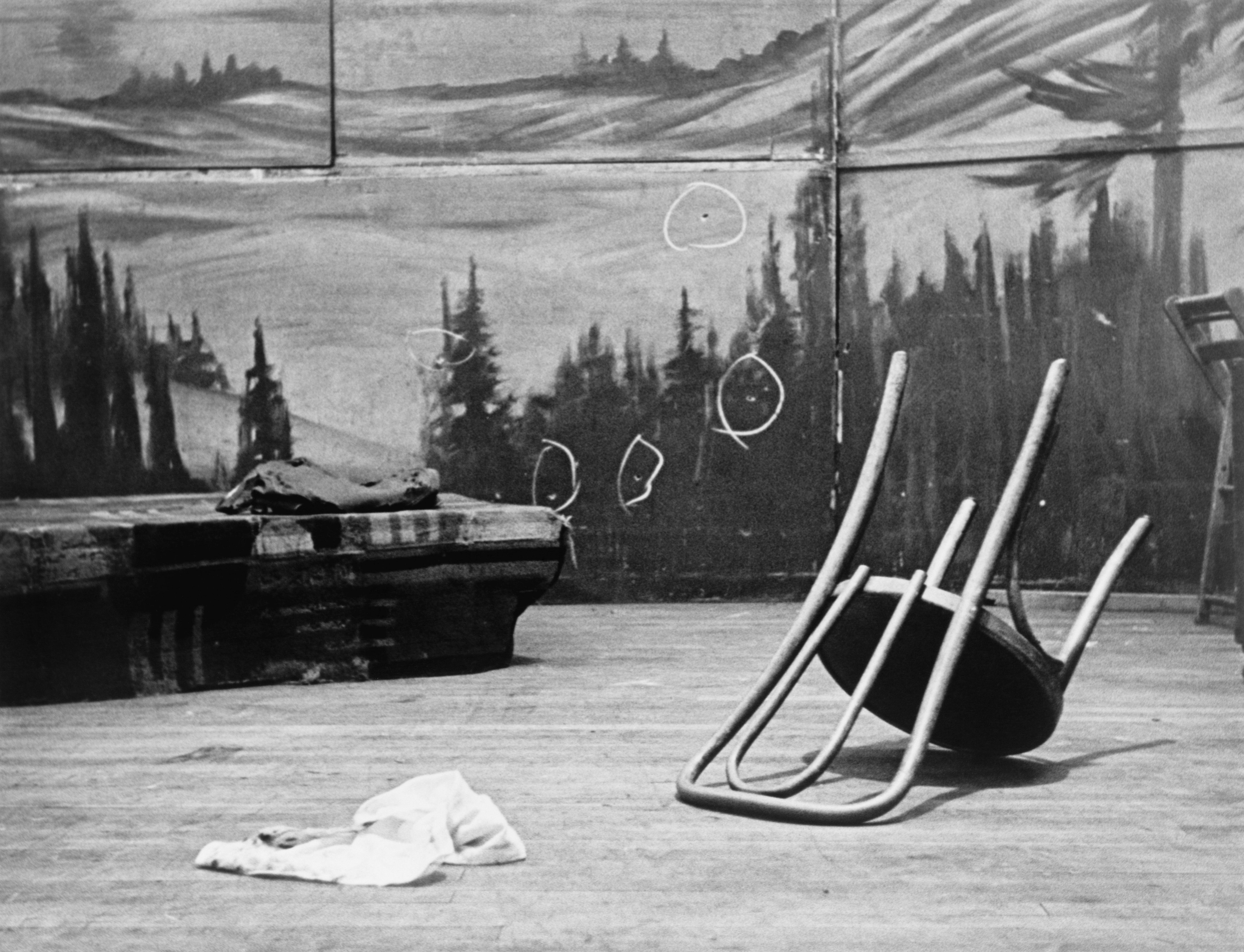
المنصة التي اغتيل عليها مالكوم إكس، ويظهر في الخلف على الحائط بعض الطلقات التي اخترقت جسده.

هناك في الحج بعدما تعرف مالكوم على الإسلام - وكيف ينادي بالمساواة بين الأعراق - تخلى عن اعتقاده بأن البيض شياطين، وعقب ذلك أسس منظمة أسماها مؤسسة المسجد الإسلامي وأخرى حملت اسم منظمة اتحاد الأفارقة الأميركيين، وأخذ يتجه بأفكاره نحو الاشتراكية محاولاً في هذه المنظمة الأخيرة أن يجد أرضية مشتركة للنضال تضم جميع المناضلين السود، وعلى الرغم من سعيه إلى الابتعاد عن النزاع مع منظمة أمة الإسلام إلا أن خصاماً علنياً نشب بين الطرفين فيما بعد، وأمرته المنظمة بإخلاء بيته لأنه ملك لها، نذر مالكوم نفسه للدعوة إلى الإسلام الحقيقي وحاول تصحيح مفاهيم جماعة أمة الإسلام الضالة، فقوبل بالعداء والكراهية منهم وبدءوا بمضايقته وتهديده فلم يأبه لذلك، وظل يسير في خطى واضحة يدعو إلى الإسلام الصحيح الذي يقضي على جميع أشكال العنصرية، إلى الإسلام اللاعنصري - كما أسماه - ونادى بأخوة بني الإنسان بغض النظر عن اللون ودعا إلى التعايش بين البيض والسود - وهو أحد أسباب العداء مع أمة الإسلام - وأحجمت الصحف الأمريكية عن نشر أي شيء عن هذا الاتجاه الجديد، واتهموه بتحريض السود على العصيان فرد قائلاً: 

### اغتياله
بتنامي الخلافات بين مالكوم ومنظمة أمة الإسلام، قامت المنظمة بإعطاء أوامرها بقتل مالكوم إكس، ومباشرةً وفي 14 شباط / فبراير 1965 قامت مجموعة بإضرام النيران في بيته إلا أنه نجا وعائلته من النيران، وفي الحادي والعشرين من نفس الشهر الموافق 18 شوال 1384 هـ صعد مالكوم إلى منصة في قاعة مؤتمرات في مدينة نيويورك ليلقي محاضرة يدعو فيها إلى الإسلام، وخلال المحاضرة نشبت مشاجرة مفتعلة في الصف التاسع بين اثنين من الحضور، فالتفت الناس إليها، وحاول الحراس الشخصيون لمالكوم السيطرة على الوضع، فاقترب رجل من المنصة وأطلق النار عليه وأصابه في صدره، وبعدها تقدم رجلان آخران من المنصة وأمطروا مالكوم بوابل من النيران فأردوه قتيلاً، أصيب مالكوم بست عشرة رصاصة في صدره، تدفق الدم بغزارة من جسده ليلقى مصرعه على الفور. تم القبض على القتلة الذين تبين أنهم من رجال منظمة أمة الإسلام ولكنهم أنكروا أن يكونوا قد تلقوا أوامر من إليجا محمد بقتل مالكوم إكس، وقالوا أنهم فعلوا ذلك من تلقاء أنفسهم فلم يُدَن إليجا محمد بشيء.

### بعد الاغتيال
كانت وفاة مالكوم إكس نقطة تحول في سير حركة أمة الإسلام حيث تركها الكثيرون والتحقوا بجماعة أهل السنة وعرفوا دينهم الحق، وتغيرت كثير من أفكار الجماعة خاصة بعد رحيل إليجا محمد وتولية ابنه «والاس محمد» الذي تسمى بـ «وارث الدين محمد» فصحح أفكار الجماعة وغير اسمها إلى البلاليين نسبة إلى الصحابي بلال بن رباح، وجعل المسلمين السود الأمريكيين أقرب ما يكونوا إلى تيار الإسلام الوسطي وكان كل ذلك صدى لأفكار ودعوة مالكوم إكس. وبعد شهر واحد من اغتيال مالكوم إكس أقر الرئيس الأمريكي جونسون مرسوماً قانونياً ينص على حقوق التصويت للسود وأنهى الاستخدام الرسمي لكلمة نجرو - كلمة إنكليزية تعني الزنجي وتعتبر إهانة في الغالب - التي كانت تطلق على السود في أمريكا.

مالكوم في الكفن قبل الدفن. ظهرت هذه الابتسامة على وجهه منذ حادثة قتله إلى اليوم الذي دفن فيه. وقبلها رفع إصبع السبابة بعد أن انزرعت الطلقات الستة عشر في جسده.

### القاتل
قامت شرطة نيويورك بالقبض على مرتكب الجريمة - توماس هاجان - وثارت عدة نظريات تقول بأن اغتيال مالكوم إكس كان مؤامرة وقف وراءها مروجو المخدرات أو الإف بي آي أو السي آي ايه، لكن من الراجح أن هذه العملية كانت من عمل منظمة أكبر من منظمة أمة الإسلام، فمالكوم إكس قد تدرج في منظمة أمة الإسلام وهو يعرف مقدرتها وهذا كان أكبر من قدراتها، علق أليكس هيلي كاتب سيرة مالكوم بأن: 
في أبريل عام 2010 أطلقت السلطات الأمريكية سراح توماس هاجان - قاتل مالكوم إكس - من سجن نيويورك بموجب عفو بعد 45 عاماً من حادثة الاغتيال، وكان توماس هاجان - 69 عاماً - هو الشخص الوحيد الذي اعترف بدوره في اغتيال مالكوم، اعترف هاجان بأنه أطلق النار على مالكوم إكس أثناء إلقائه خطبة في حي هارلم عام 1965 لكنه أصر على أن الرجلين الآخرين المدانين معه في نفس المحاكمة لا علاقة لهما بالأمر وتمسك الرجلان الآخران بأنهما بريئان، فأطلق سراحهما بموجب عفو في الثمانينات من القرن الماضي. وتقدم هاجان - الذي أبدى الندم على فعلته مراراً - بستة عشر طلباً للعفو خلال سنوات سجنه لكن لم يستجب لطلبه إلا في شهر مارس 2010، يذكر أن السلطات الأمريكية قد سمحت لهاجان بقضاء خمس ليال في الأسبوع في منزله خلال السنوات الاثنتين والعشرين الأخيرة من فترة سجنه.

## الإرث الثقافي
تعد مأساة استعباد الأفارقة السود على يد المستوطنين الأمريكيين طوال 400 عام أحد أشد فصول التاريخ عنفاً ووحشيةً في المقابل نشأت فصول من المقاومة والنضال قام بها الأفارقة السود منذ الأيام الأولى لاستعبادهم وإلى يومنا هذا، مشكلة ملحمة من البطولة والنضال تكاد لا توازيها تجربة أخرى في العالم من حيث تنوعها وعمقها التاريخي وآثارها على التاريخ الإنساني، ويعد مالكوم إكس من أهم قادة الحركة التحريرية رغم أن فترة نشاطه السياسي لا تتجاوز العقد من الزمان.
تنبع أهمية حقبة مالكوم من عدة أسباب، فقد ظهر في فترة كان التيار السائد فيها هو تيار اللاعنف في حين كان مالكوم ينادى بأن على السود الأخذ بأسباب القوة وبالدفاع عن النفس بكل الوسائل الضرورية فكان أن جذب عدداً كبيراً من الناس إلى المقاومة العنيفة التي شكلت - مع التيارات التحريرية الأخرى - ضغطاً على الحكومة الأمريكية دفعها إلى إجراء تغييرات جذرية في القوانين المجحفة بحق السود. كذلك طور مالكوم الكثير من الأفكار والمبادرات التي غيرت من مسار نضال السود في أميركا ومهدت السبل لظهور عدة منظمات وأفكار على الساحة السياسية بعد غيابه مثل حزب الفهود السود وفكرة قوة السود، فشكلت أفكاره مكوناً أساسياً لا غني عنه من مكونات نضال السود في أمريكا.

### كتابه
أمضى مالكوم إكس السنوات الأخيرة من حياته وهو مشغول في أغلب وقته بتفريغ على الأقل ساعة أو ساعتين يوميًا في نهاية اليوم وهو منهك ولا يتركها أبدًا، إلا في حالة سفر، وقد تكون على الهاتف، وهو يقابل أليكس هيلي ويخبره بقصة حياته. وقد استمر الوضع هكذا حتى توفي مالكوم عام 1965، فأكمل أليكس هيلي القصة بذكر طريقة وفاته وبتفصيل كبير ومن مصادر كثيرة. وقد أصدر الكتاب عام 1965 ويعتبر الكتاب من الكتب المؤثرة كثيرًا - كما كان مالكوم إكس نفسه مؤثرًا - في تاريخ الأمريكي الأسود. بعنوان السيرة الذاتية لمالكوم إكس كما أخبرها لأليكس هايلي.

### ممتلكاته
اكتُشِفت وثائق ومستندات حول الجريمة التي اتهم بها مالكوم إكس وتسببت في حبسه في الأربعينيات. وكانت من بين ألف غرض استخرج مؤخراً واشتراه أحد محبي جمع التحف الإفريقية الأمريكية بالاشتراك مع مؤسسة مالكوم إكس الحقوقية، تعود تلك الوثائق والممتلكات للموسيقي الراحل مالكوم شورتي، الذي أمضى فترة سجنه مع مالكوم إكس وكان أحد أقرب أصدقائه، استقبلت المؤسسة الواقعة في نيبراسكا تلك الممتلكات وعرضتها مناصفة مع متحف موبايل للتاريخ الإفريقي، الذي يقع في ديترويت مكان ولادة الإسلام في أمريكا. وقال رئيس مؤسسة مالكوم إكس الحقوقية إنه من حق الجميع رؤية تلك المجموعة.

### الفيلم السينمائي

ملصق فيلم مالكوم إكس عام 1992، بطولة دنزيل واشنطن.

تم إنتاج فيلم مالكوم إكس عام 1992 وأخرجه المخرج سبايك لي، يدور حول سيرة حياة مالكوم إكس، كان هذا الفيلم هو أول فيلم غربي يقوم بتصوير بعض المشاهد في مكة المكرمة، بإذن من الهيئة الشرعية، وقد تم تصوير بعض مشاهد الفيلم في كل من الولايات المتحدة ومصر وجنوب أفريقيا والمملكة العربية السعودية. تلقى الفيلم ترشيحين لجائزة الأوسكار عام 1993 عن فئة أفضل ممثل في دور رئيسي - دنزل واشنطن وعن فئة تصميم الأزياء - روث كارتر - وترشيح واحد لجوائز الجولدن جلوب عن فئة أفضل ممثل في فيلم درامي، تم عرض الفيلم أول مرة في مهرجان برلين السينمائي، حيث فاز واشنطن بجائزة أفضل ممثل.

### يوم مالكوم إكس
يوم مالكوم إكس هو يوم عطلة رسمي في ذكرى ميلاده في كل من ولاية كالفورنيا وفي ولاية جورجيا وفي العاصمة واشنطن، تخليداً وتكريماً لمسيرته، تم اختيار تاريخ 19 مايو من كل عام ليكون مخصصاً لهذه العطلة السنوية، وأحياناً تكون في يوم الأحد من الأسبوع الثالث في شهر مايو.

### مسجد رقم 7
مسجد رقم 7 في حي هارلم في نيويورك، هو أحد المعالم المهمة في ذلك الحي، وهو أول مسجد مارس فيه مالكوم إكس الدعوة إلى الإسلام - وفق أفكار حركة أمة الإسلام - حتى استقالته منها عام 1964. المسجد الذي تأسس في عام 1946 تصر وسائل الإعلام على تسميته معبد بدلاً من المصطلح الإسلامي لمكان العبادة مسجد، في عام 1965 وتحديداً بعد اغتيال مالكوم إكس تم تفجير المسجد وتدميره تماماً ما حدا بجماعة أمة الإسلام بنقل اسم المسجد إلى مكان آخر تمارس به الأنشطة بهدوء ونظام بعد أن تم تغيير اسمه إلى مسجد محمد رقم 7 من قبل الحركة. تم ترميم بقايا المسجد المتحطم وإعادة بنائه من قبل بعض المسلمين في الحي، كما تم تصميم هندسة شكل المسجد الجديد من المهندس شباث براون وتم إطلاق اسم مالك الشباز عليه من قبل المساهمين في إعادة بنائه تكريماً وتخليداً لجهود مالكوم إكس.

### مدرسة مالكوم إكس
في عام 1972 تم إطلاق اسم مالكوم إكس على مدرسة للتعليم الثانوي في ولاية نيو جيرسي تكريماً وتخليداً لسيرته وجهوده، المدرسة التي تأسست في عام 1914 تضم في الأقصى 60 معلماً وتستوعب ما بين 600 إلى 831 طالباً، وتُقدم وجبة الغداء مجاناً لجميع طلابها.

### كلية مالكوم إكس
كلية مالكوم إكس هي جزء من مدينة شيكاغو الجامعية بنظام دراسي من عامين - دبلوم - أسست عام 1911 وكانت أول الكليات افتتاحاً بين كليات المدينة الجامعية، من المفارقة التاريخية أن هذه الكلية أطلق عليها رسمياً من قبل حكومة الولاية اسم كلية ثيودور هرتزل من عام 1934 إلى عام 1969 وهو الأمين العام للحركة الصهيونية ومنشئها وربيبها، وفي عام 1969 تم تغيير اسمها إلى كلية مالكوم إكس تكريماً لجهوده ونضاله في سبيل العدالة الاجتماعية وحقوق السود في التعليم والتجارة والمساواة والكرامة، تخصص الكلية علومها في الطب المساعد إضافة إلى 18 تخصص مختلف في علوم التمريض والعناية بالصحة.

## روابط خارجية
- مالكوم إكس على موقع IMDb (الإنجليزية)
- مالكوم إكس على موقع الموسوعة البريطانية (الإنجليزية)
- مالكوم إكس على موقع مونزينجر (الألمانية)
- مالكوم إكس على موقع ميوزك برينز (الإنجليزية)
- مالكوم إكس على موقع إن إن دي بي (الإنجليزية)
- مالكوم إكس على موقع أول ميوزيك (الإنجليزية)
- مالكوم إكس على موقع ديسكوغز (الإنجليزية)
- مالكوم إكس على موقع قاعدة بيانات الفيلم (الإنجليزية)
- مالكوم إكس
- قصة مالكوم إكس باختصار على يوتيوب يرويها طارق السويدان.
- الإسلام هو من حرر العبيد في أمريكا الشهيد مالكوم أكس على يوتيوب يرويها أيمن الظواهري.
- موقع مالكوم إكس الموقع غير الرسمي - من متطوعين.
- موقع مالكوم إكس العربي نسخة محفوظة 15 مايو 2014 على موقع واي باك مشين. الموقع غير الرسمي - من متطوعين.
- مقطع تقديم قصير لفيلم مالكوم إكس السنمائي على يوتيوب من إخراج سبايك لي
- مالكوم إكس يتحدث عن أقنعة الكو كلوس كلان على يوتيوب
- آخر مقولة في نهاية أشهر خطبة لمالكوم إكس على يوتيوب المعنونة باسم «بأي وسيلة ممكنه».
- مالكوم إكس يتحدث عن إليجاه محمد وأمة الإسلام على يوتيوب بعد عودته من الحج.
- مالكوم إكس في لقاء على يوتيوب الإسلام هو الدين الأمثل لأمريكا.
- مالكوم إكس في لقاء على يوتيوب الله هو إله اليهود والنصارى والمسلمين.
- آخر مقطع في فيلم مالكوم إكس السينمائي على يوتيوب يظهر فيه ماهية وفاة مالكوم إكس. إضافة إلى خاتمة من إعداد المخرج سبايك لي.
- الفلم الوثائقي مالكوم إكس عن قرب